# Maren Haile-Selassie
Maren Haile-Selassie (Zürich, 1999. március 13. –) svájci korosztályos válogatott labdarúgó, az amerikai Chicago Fire középpályása kölcsönben a Lugano csapatától.

## Pályafutása

### Klubcsapatokban
Haile-Selassie a svájci Zürich városában született. Az ifjúsági pályafutását a helyi Zürich akadémiájánál kezdte, majd néhány megszakítással egészen 2017-ig ott nevelkedett.
2017-ben mutatkozott be a Zürich első osztályban szereplő felnőtt csapatában. 2017. július 30-án, a Thun ellen 2–1-re megnyert mérkőzés félidejében Roberto Rodríguezt váltva debütált a ligában. A következő három szezonban kölcsönben szerepelt a Rapperswil-Jona, a Neuchâtel Xamax és a Wil csapatainál is. 2021 júliusában a másodosztályú Neuchâtel Xamax szerződtette le.
2022. január 1-jén 3½ éves szerződést kötött a Lugano együttesével. Először január 29-én, a Young Boys elleni bajnokin lépett pályára. A következő fordulóban megszerezte első ligagólját a Luzern ellen 2–1-re megnyert mérkőzésen. A 2023-as szezonban az észak-amerikai első osztályban érdekelt Chicago Fire-nél szerepelt kölcsönben.

### A válogatottban
Haile-Selassie a U18-as és U19-es korosztályokban is képviselte Svájcot.
2018-ban debütált a U20-as válogatottban. Először a 2018. november 15-ei, Hollandia elleni mérkőzés 85. percében Kastrijot Ndaut váltva lépett pályára. Első válogatott gólját 2019. október 10-én, Csehország ellen 1–1-es döntetlennel zárult Elite League mérkőzésen szerezte.

## Statisztika
2023. június 25. szerint.
| Klub                         | Szezon   | Bajnokság              | Bajnokság | Bajnokság | Kupa  | Kupa  | Nemzetközi | Nemzetközi | Összesen | Összesen |
| Klub                         | Szezon   | Bajnokság              | Mérk.     | Gólok     | Mérk. | Gólok | Mérk.      | Gólok      | Mérk.    | Gólok    |
| ---------------------------- | -------- | ---------------------- | --------- | --------- | ----- | ----- | ---------- | ---------- | -------- | -------- |
| Zürich                       | 2017–18  | Swiss Super League     | 6         | 0         | 1     | 0     | 0          | 0          | 7        | 0        |
| Zürich                       | 2018–19  | Swiss Super League     | 1         | 0         | 1     | 0     | 0          | 0          | 2        | 0        |
| Zürich                       | Összesen | Összesen               | 7         | 0         | 2     | 0     | 0          | 0          | 9        | 0        |
| Rapperswil-Jona (kölcsönben) | 2018–19  | Swiss Challenge League | 18        | 2         | 0     | 0     | 0          | 0          | 18       | 2        |
| Neuchâtel Xamax (kölcsönben) | 2019–20  | Swiss Super League     | 24        | 1         | 1     | 0     | 0          | 0          | 25       | 1        |
| Wil (kölcsönben)             | 2020–21  | Swiss Challenge League | 35        | 7         | 1     | 0     | 0          | 0          | 36       | 7        |
| Neuchâtel Xamax              | 2021–22  | Swiss Challenge League | 17        | 5         | 2     | 1     | 0          | 0          | 19       | 6        |
| Lugano                       | 2021–22  | Swiss Super League     | 17        | 2         | 3     | 2     | —          | —          | 20       | 4        |
| Lugano                       | 2022–23  | Swiss Super League     | 15        | 1         | 3     | 2     | 2          | 0          | 20       | 3        |
| Lugano                       | Összesen | Összesen               | 32        | 3         | 6     | 4     | 2          | 0          | 40       | 7        |
| Chicago Fire (kölcsönben)    | 2023     | MLS                    | 17        | 3         | 4     | 1     | —          | —          | 21       | 4        |
| Összesen                     | Összesen | Összesen               | 150       | 21        | 16    | 6     | 2          | 0          | 168      | 27       |

## Sikerei, díjai
Zürich
- Svájci Kupa
  - Győztes (1): 2017–18

Lugano
- Svájci Kupa
  - Győztes (1): 2021–22